# Austromenopon transversum
Austromenopon transversum är en insektsart som först beskrevs av Henry Denny 1842.  Austromenopon transversum ingår i släktet Austromenopon och familjen spolätare. Arten är reproducerande i Sverige. Inga underarter finns listade i Catalogue of Life.